# Othniel Looker

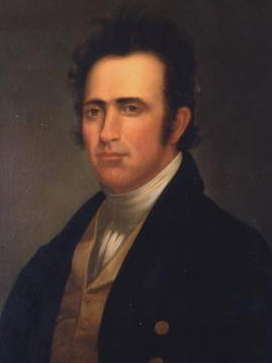
Othniel Looker

Othniel Looker, född 4 oktober 1757 på Long Island, död 23 juli 1845 i Palestine, Illinois, var en amerikansk politiker (demokrat-republikan). Han var den femte guvernören i delstaten Ohio från 24 mars till 8 december 1814.
Looker växte upp i New Jersey och deltog i amerikanska revolutionskriget. Han flyttade 1804 till Hamilton County, Ohio. Han var ledamot av delstatens senat 1810-1812 och 1813-1817. I egenskap av talman efterträdde han Return J. Meigs som avgick 1814 som guvernör för att tillträda som USA:s postminister. Looker förlorade guvernörsvalet 1814 mot Thomas Worthington.
Lookers grav finns på Kitchell Cemetery i Palestine, Illinois.